# Aeonium laxiflorum
Aeonium laxiflorum är en fetbladsväxtart som först beskrevs av Macarrón, Bañares, och fick sitt nu gällande namn av Bañares. Aeonium laxiflorum ingår i släktet Aeonium och familjen fetbladsväxter. Inga underarter finns listade i Catalogue of Life.